# Jampruca nigricornis
Jampruca nigricornis là một loài bọ cánh cứng trong họ Cerambycidae.